# Carl Henrik Wattrang den äldre
Carl Henrik Wattrang, född augusti 1674 i Åker, död 30 november 1733 i Katarina, Stockholm, var ett svenskt kammarråd, brukspatron och godsägare.
Han var son till Jakob Wattrang och Jakobina Lohe (1639-1676) som var dotter till handelsmannen Henrik Lohe (1594-1667) samt från 1707 gift med Johanna Wittmack (1687-1708) som var dotter till direktören Claes Wittmack (död 1706) och från 1711 med Johanna Scharenberg (1681-1741) som var dotter till handelsmannen Johan Scharenberg. Han blev far till åtta barn varav sonen Carl Henrik, (1713-1766) blev brukspatron. Han var bror till Johan Jakob Wattrang (1673-1718).
Wattrang blev student vid Uppsala universitet 1683 och kommissarie i kammarrevisionen 1705 samt assessor med kammarråds titel 1719. Han blev kammarråd 1723. Som godsägare och brukspatron drev han bland annat Väsby gård och Kopparmora gård i Värmdö socken, som han köpte av Gustaf Blixencronas arvingar 1704 i köpet ingår hemmanen Ävlinge och Skärmarö, vidare köper han Ekensberg säteri i Överenhörna socken, 1720, Rinkesta slott i Ärila socken, som han köpte 1734, Tummelsta herrgård i Ärila socken, Åkers krutbruk i Åker socken och Länna stångjärnsbruk i Länna socken. Wattrang ägde ett ovanligt rikhaltigt bibliotek av såväl tryckta böcker som handskrifter och urkunder, vilket 1767 efter sonens död efter en tryckt förteckning försåldes på bokauktion i Stockholm. Flera av Wattrangs böcker ingår i den Nordinska samlingen på Uppsala universitetsbibliotek.
Frikostiga donationer av Johan Peringskiöld på Horn och Carl Henrik Wattrang på Ekensberg gjorde att Överenhörna kyrka kunde rustas upp under 1720-1730-talet. 

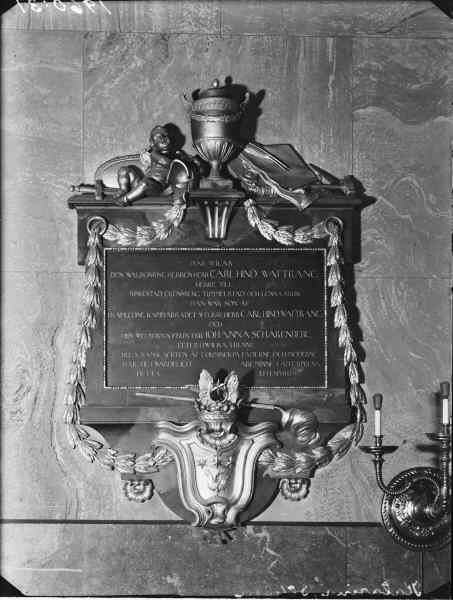
Epitafium i Katarina kyrka.

Wattrang är begraven i Katarina kyrka i Stockholm där hans epitafium är uppsatt. Medaljkonstnären Johann Carl Hedlinger skapade en minnesmedalj över Wattrang 1733.